# Nowosiergijewskaja
Nowosiergijewskaja (ros. Новосергиевская) – stanica w Rosji, w Kraju Krasnodarskim, w rejonie kryłowskim. W 2010 liczyła 2163 mieszkańców.